# Epiglottaler Plosiv
Der epiglottale Plosiv oder pharyngale Plosiv ist ein konsonantischer Laut. Das Symbol für den Laut ist ⟨ʡ⟩.
Epiglottale und pharyngale Konsonanten entstehen am selben Artikulationsort. Esling (2010) beschreibt den Laut des „epiglottalen Plosivs“ als „active closure by the aryepiglottic pharyngeal stricture mechanism“ (deutsch: „aktives Schließen durch den aryepiglottischen Verengungsmechanismus“), also ein Stopp, der von den aryepiglottischen Falten im Rachen (Pharynx) erzeugt wird. Der Kehldeckel bewegt sich also genauso wie beim Schlucken.

## Vorkommen
| Sprache      | Sprache            | Wort          | IPA           | Bedeutung    | Notiz                                                   |
| ------------ | ------------------ | ------------- | ------------- | ------------ | ------------------------------------------------------- |
| Aliutorisch  | Aliutorisch        | [ʡujamtawilʔ] | [ʡujamtawilʔ] | 'Leute'      |                                                         |
| Amisisch     | Amisisch           | 'u'ure        | [ʡuʡuɺ̠ᵊ]      | 'Nebel'      | Verschluss kann in einen Vibranten gelöst werden, [ʡʢ]. |
| Artschinisch | Artschinisch       | гӀарз/g'arz   | [ʡarz]        | 'Beschwerde' |                                                         |
| Dahalo       | Dahalo             | [ndoːʡo]      | [ndoːʡo]      | 'Boden'      |                                                         |
| Haida        | Nördliche Dialekte | g̱antl         | [ʡʌntɬ]       | 'Wasser'     | Entspricht /q/ in den südlichen Dialekten.              |
| Jah Hut      | Jah Hut            | [ɲɔˑhɔˑʡ]     | [ɲɔˑhɔˑʡ]     | 'Baum'       |                                                         |